# USS LST-529
O USS LST-529 foi um navio de guerra norte-americano da classe LST que operou durante a Segunda Guerra Mundial.